# Stelis schenckii
Stelis schenckii är en orkidéart som beskrevs av Rudolf Schlechter. Stelis schenckii ingår i släktet Stelis och familjen orkidéer. Inga underarter finns listade i Catalogue of Life.